# Traité de Fort McIntosh
Le traité de Fort McIntosh est un traité entre le gouvernement américain et les représentants des Wendats, Lenapes, Ojibwés et Outaouais. Le traité a été signé au fort McIntosh le 21 janvier 1785.

## Contenu
Dans la continuité du traité de Fort Stanwix signé en 1784, où les Sénécas avaient abandonné leurs revendications relatives à la vallée de l'Ohio, le gouvernement américain a demandé un traité avec les autres tribus ayant des revendications dans la vallée de l'Ohio. Les États-Unis ont envoyé une équipe de diplomates comprenant entre autres George Rogers Clark, Richard Butler et Arthur Lee pour négocier un nouveau traité.
En janvier 1785, les représentants des deux parties se sont rencontrés à fort McIntosh au confluent de la rivière Ohio et de la rivière Beaver. Les tribus ont cédé toutes leurs revendications relatives aux terres de la vallée de l'Ohio situées à l'est de la rivière Cuyahoga et de la rivière Muskingum. Les tribus ont également cédé les zones entourant le Fort Détroit et le Fort Michilimackinac au gouvernement américain et leur ont aussi remis leurs prisonniers capturés lors des attaques le long de la frontière.

## Conséquences
Des problèmes avec le nouveau traité sont vite apparus. La Connecticut Western Reserve s'étend à l'ouest de la rivière Cuyahoga, dans les terres réservées aux Amérindiens. Le Connecticut avait déjà alloué de vastes étendues de terre, surnommées plus tard les Firelands (en), à des vétérans de la guerre d'indépendance et des Patriots qui ont perdu leurs maisons durant la guerre.
Un conflit entre les tribus et les nouveaux colons éclata bientôt. Ce qui complique encore la question, c'est que la Grande-Bretagne a continué de réclamer une partie de la région et continua de le faire jusqu'à ce que le traité de Londres ne soit signé en 1794. Certains agents britanniques de la région, toujours amers de leur défaite durant la révolution, encourageaient les Amérindiens à attaquer les villages des colons américains.
Le gouvernement américain a envoyé le général Arthur St. Clair dans la vallée de l'Ohio pour rétablir la paix. Il avait été chargé d'offrir aux tribus certaines terres au nord de la rivière de l'Ohio et à l'Est de la rivière Muskingum en échange du territoire contesté. Toutefois, St. Clair a bravé ses ordres et a au lieu de cela menacé et acheté plusieurs chefs pour obtenir un accord unilatéral. St. Clair et les chefs de plusieurs tribus ont signé le traité de Fort Harmar le 9 janvier 1789.
Plusieurs nations, plus particulièrement les Shawnees, qui avaient été exclus des négociations, ont refusé de respecter le nouveau traité et les conflits se sont poursuivis. Les attaques se sont poursuivies jusqu'à ce que l'alliance tribale ne soit défaite à la bataille de Fallen Timbers et la signature en 1795 du traité de Greenville.